# Mary Welsh Hemingway
Mary Welsh Hemingway (Walker, Minnesota, 5 de abril de 1908-Nueva York, 26 de noviembre de 1986) fue una periodista y autora estadounidense, cuarta esposa y viuda de Ernest Hemingway.

## Primeros años de vida
Nacida en Walker, Minnesota, Welsh era hija de un maderero. En 1938 se casó con Lawrence Miller Cook, un estudiante de teatro de Ohio. Su vida juntos fue corta y pronto se separaron. Después de la separación, Mary se mudó a Chicago y comenzó a trabajar en el Chicago Daily News, donde conoció a Will Lang Jr. Los dos trabaron amistad y trabajaron juntos en varios encargos. Un cambio de carrera se presentó durante unas vacaciones en Londres cuando Mary comenzó un nuevo trabajo en el London Daily Express. El puesto pronto le trajo cometidos en París durante los años previos a la Segunda Guerra Mundial.

## Carrera
Tras la caída de Francia en 1940, Welsh regresó a Londres como centro de trabajo para cubrir los acontecimientos de la guerra. También asistió e informó sobre las ruedas de prensa de Winston Churchill.
Durante la guerra se casó con su segundo marido, el periodista australiano Noel Monks.

## Matrimonio con Ernest Hemingway

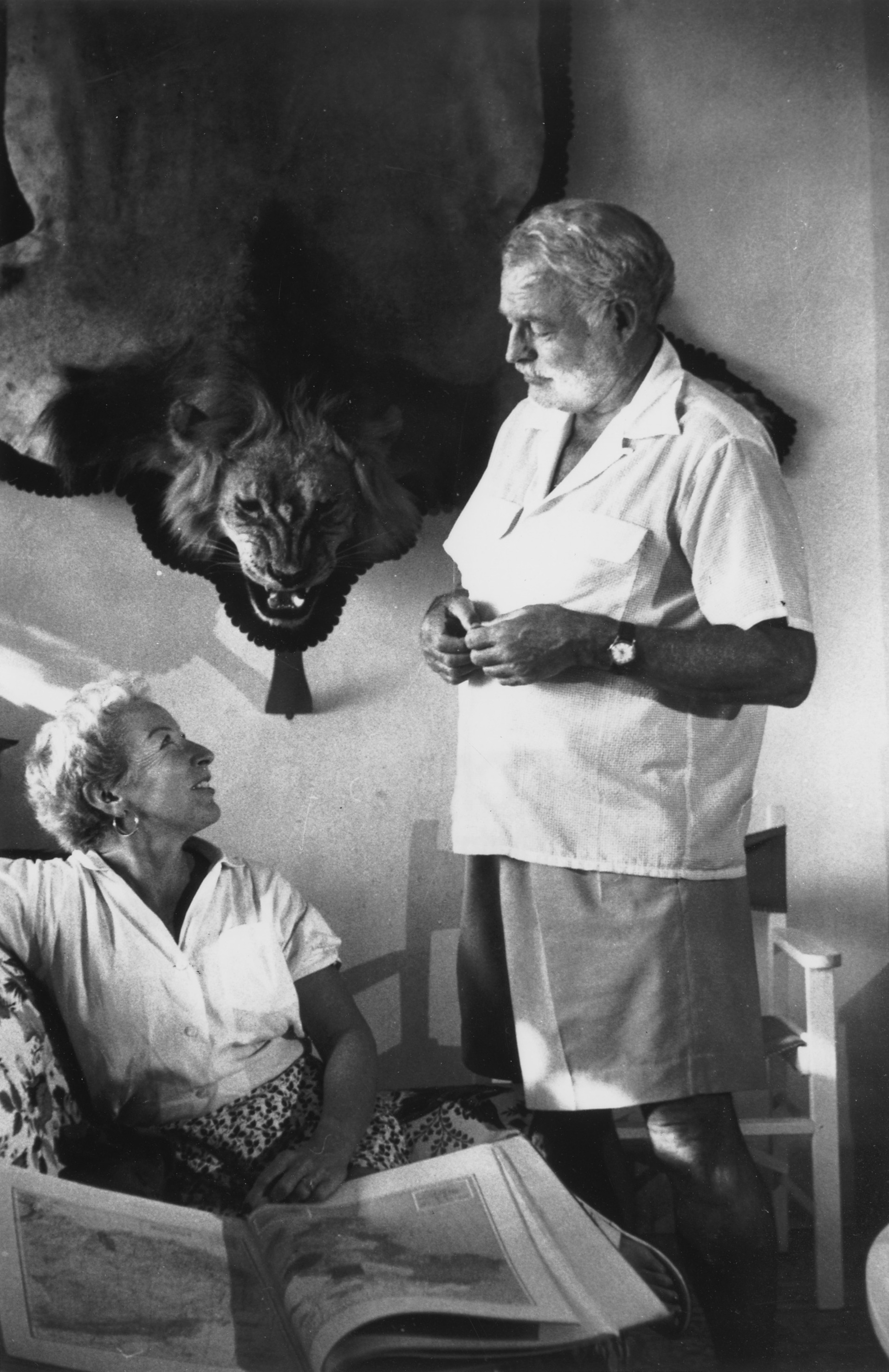
Mary y Ernest Hemingway en Cuba

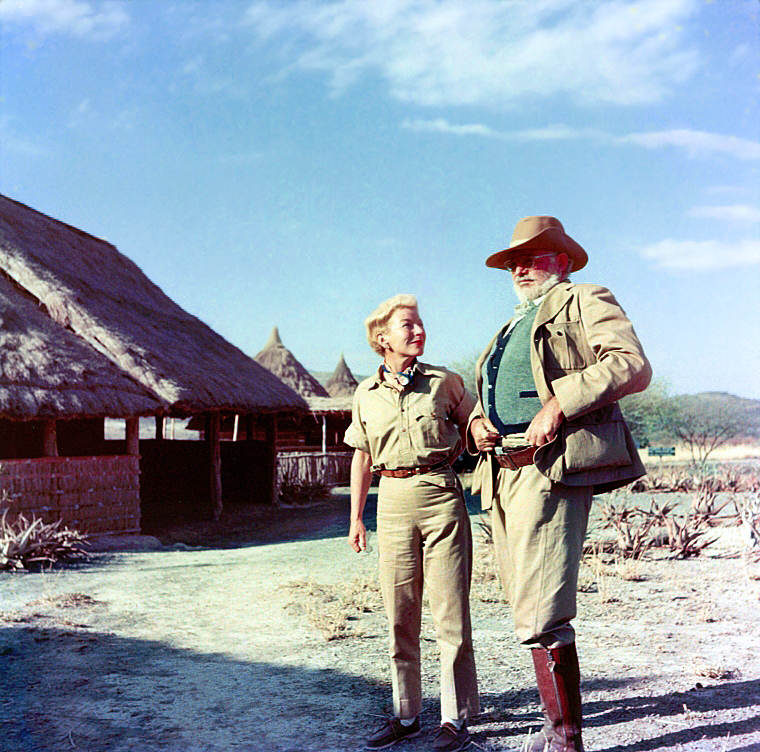
Mary y Ernest Hemingway de safari (1953-1954)

En 1944, Welsh conoció al autor estadounidense Ernest Hemingway mientras cubría la guerra en Londres, y entablaron una relación íntima. En 1945 se divorció de Noel Monks y en marzo de 1946 se casó con Hemingway en una ceremonia en Cuba.
Los temperamentos de Welsh y Hemingway encajaban bien el uno con el otro; mientras que la anterior esposa de Hemingway se había irritado por sus esfuerzos en afirmar su dominio, Mary Welsh escribió: "Quería que él fuera el Maestro, que fuera más fuerte e inteligente que yo; que recordara constantemente lo grande que era y lo pequeña que yo era". En agosto de 1946, Welsh sufrió un aborto espontáneo debido a un embarazo ectópico.
Tras su boda, Mary vivió con Hemingway en Cuba durante muchos años y, después de 1959, en Ketchum, Idaho. En 1953 Mary viaja con su marido hasta Pamplona y conocen las fiestas de San Fermín así como a Antonio Ordóñez, el torero. En 1958, mientras aún estaba en Cuba, apareció en un papel no hablado, junto con su marido, en un cameo en la versión cinematográfica de John Sturges de la novela corta de Hemingway de 1952, El viejo y el mar. Hemingway interpretó a un jugador en la película y Mary a una turista estadounidense.
Fue después de mudarse a Ketchum, en las primeras horas de la mañana del 2 de julio de 1961, que Mary se despertó por un fuerte ruido y descubrió que su marido se había disparado "de forma deliberada" con su escopeta favorita. Según el biógrafo James Mellow, Hemingway abrió el almacén del sótano donde guardaba sus armas, subió al vestíbulo de entrada principal de su casa en Ketchum y con la "escopeta de dos cañones que había usado con tanta frecuencia que podría haber sido un amigo", se había pegado un tiro. Mary y otros familiares y amigos, en un principio y durante unos años, dijeron a la prensa que la muerte había sido "accidental", pero cinco años después, en una entrevista con la prensa, Mary admitió que Hemingway se había suicidado.

## Últimos años y fallecimiento
Tras el suicidio de Ernest en 1961, Mary actuó como su albacea literaria y fue responsable de la publicación de París era una fiesta, Islas a la deriva, El Jardín del Edén y otras obras póstumas. Le entregó el manuscrito de A Moveable Feast a Tatiana Kudriavtseva, una traductora de la Unión Soviética, quien pudo publicar una traducción al ruso simultáneamente con la publicación del original en inglés.
En julio de 1968 estuvo en Pamplona con ocasión de la inauguración del Monumento a Ernest Hemingway el día 6, donde fue recibida por las autoridades municipales.
En 1976 escribió su autobiografía, How it was (Cómo fue). Se pueden encontrar más detalles biográficos de Mary Welsh Hemingway en las numerosas biografías de Hemingway y en The Hemingway Women de Bernice Kert.
En sus últimos años, Mary se mudó a la ciudad de Nueva York, donde estuvo viviendo en un apartamento de la calle 65. 
Después de una prolongada enfermedad, murió en el Hospital St. Luke a los 78 años, el 26 de noviembre de 1986. En su testamento había estipulado que quería ser enterrada en Ketchum junto a Ernest, donde ahora ambos descansan juntos.